# Johnny Owen
Johnny (John Richard) Owen(s) (* 7. Januar 1956 in Merthyr Tydfil, Wales; † 4. November 1980 in Los Angeles, Vereinigte Staaten) war ein walisischer Bantamgewichtsboxer. Der mehrfache Profimeister des Vereinigten Königreiches, des Commonwealths und Europas gilt als einer der besten walisischen Boxer aller Zeiten. Er erlangte zusätzliche Berühmtheit dadurch, dass er an den Folgen seines einzigen Weltmeisterschaftskampfes gegen Lupe Pintor verstarb.
Johnny Owen war für sein dürres, fast skelettartiges Aussehen bekannt, was durch seine stark abstehenden Ohren noch verstärkt wurde. Er wog bei einer Körpergröße von 5 Fuß 8 Zoll (175 cm) lediglich 50 kg. Seinem Erscheinungsbild verdankt er seine Spitznamen: „The Matchstick Man“ bzw. „Merthyr Matchstick“ oder auch „The Bionic Bantam“ („Streichholz-Mann“ bzw. „Streichholz aus Merthyr“). Da er keinen harten Punch hatte, bestand seine – sehr erfolgreiche – Boxtaktik darin, den Gegner mit einem Hagel von Schlägen einzudecken.

## Leben und Karriere als Boxer
Johnny Owen begann sehr früh mit dem Boxsport. Im Alter von acht begann er mit dem Training. Als Amateur gewann er 106 von 124 Kämpfen, dabei vertrat er Wales 17 Mal in Vergleichskämpfen und internationalen Meisterschaften, wovon er 15 Kämpfe gewinnen konnte.
1976 wechselte er ins Profilager. Seinen ersten Kampf gewann er am 30. September 1976 gegen George Sutton; im Rückkampf nach einem halben Jahr gewann er seinen ersten Profititel, die walisische Meisterschaft. Im November 1977 wurde er britischer Profimeister; diesen Titel trug er bis zu seinem Tod drei Jahre später. Seinen Kampf um die Profimeisterschaft des Commonwealth gegen den erfahrenen Australier Paul Ferreri, seinen ersten Gegner, der nicht von den Britischen Inseln kam, gewann er im Jahr darauf. Den folgenden Kampf um die Europameisterschaft gegen den Spanier Juan Francisco Rodríguez in Spanien verlor er jedoch sehr knapp (144-145 | 146-146 | 144-145) nach Punkten und irregulären 15 Runden. (Die European Boxing Union hatte die Dauer von Titelkämpfen zuvor auf zwölf Runden begrenzt. Den Rückkampf in Wales 52 Wochen später gewann Owens souverän nach Punkten.

## Letzter Kampf und Tod
Johnny Owen bekam seinen ersten WM-Titelkampf im Spätsommer 1980 zugesprochen. Sein Kampf mit dem WBC-Champion Lupe Pintor wurde auf den 19. September des Jahres terminiert; er fand im Grand Olympic Auditorium in Los Angeles statt. Pintor galt bei den Buchmachern als 1:5-Favorit. Die Stimmung in der Halle war durch die vielen mexikanischen Fans sehr aufgeheizt. Owen konnte sich anfangs gut behaupten. Ab der neunten Runde gewann Pintor die Oberhand. In der zweiten Minute der zwölften und letzten Runde konnte Pintor ihn niederschlagen. Owen wurde bis acht angezählt, bejahte jedoch die Frage des Ringrichters, ob er weiterboxen könne, und wirkte nicht ernsthaft verletzt. Unmittelbar nach Wiederaufnahme des Kampfes brach Owen nach einer harten Rechten Pintors bewusstlos zusammen.
Die Entfernung eines Blutgerinnsels in Owens Gehirn in einer zwölfstündigen Notoperation konnte ihn nicht retten. Johnny Owen starb am 4. November desselben Jahres, ohne zuvor das Bewusstsein wiedererlangt zu haben.

## Nachleben
Durch Owens Tod wurde insbesondere im Vereinigten Königreich eine Debatte über die Gefahren des Boxsports ausgelöst, die letztendlich dort und in einigen anderen Staaten zu verschärften sportärztlichen Untersuchungspflichten für Berufsboxer führten, darunter bildgebende Untersuchungen des Gehirns.
Zur Erinnerung an Owens wurde in seiner Heimatstadt 2002 ein Denkmal errichtet.
Im Schauspiel „Fighting Words“ von Sunil Kuruvilla (1998/99) wird Owens letzten Kampf aus Sicht dreier ihm nahestehender Frauen thematisiert. Es wurde unter anderem in Toronto, Los Angeles und Boston aufgeführt. Im britischen Dokumentarfilm „The Longest Journey“ der BBC aus dem Jahr 2003 wird die Reise des Vaters Owens nach Mexiko gezeigt, um Pintor das erste Mal zu treffen: Im Film wird dabei in einer Rückblende das Leben Owens thematisiert.